# Picotet barrat
El Picotet barrat (Picumnus aurifrons) és una espècie d'ocell de la família dels pícids (Picidae) que habita la selva humida de l'extrem sud-est de Colòmbia, est del Perú, Brasil amazònic, nord de Bolívia i sud-oest del Brasil.